# 26 mai
ianuarie • februarie • martie  • aprilie  • mai  • iunie  • iulie  • august  • septembrie  • octombrie  • noiembrie  • decembrie
26 mai este a 146-a zi a calendarului gregorian și ziua a 147-a în anii bisecți. Mai sunt 219 zile până la sfârșitul anului.

## Evenimente

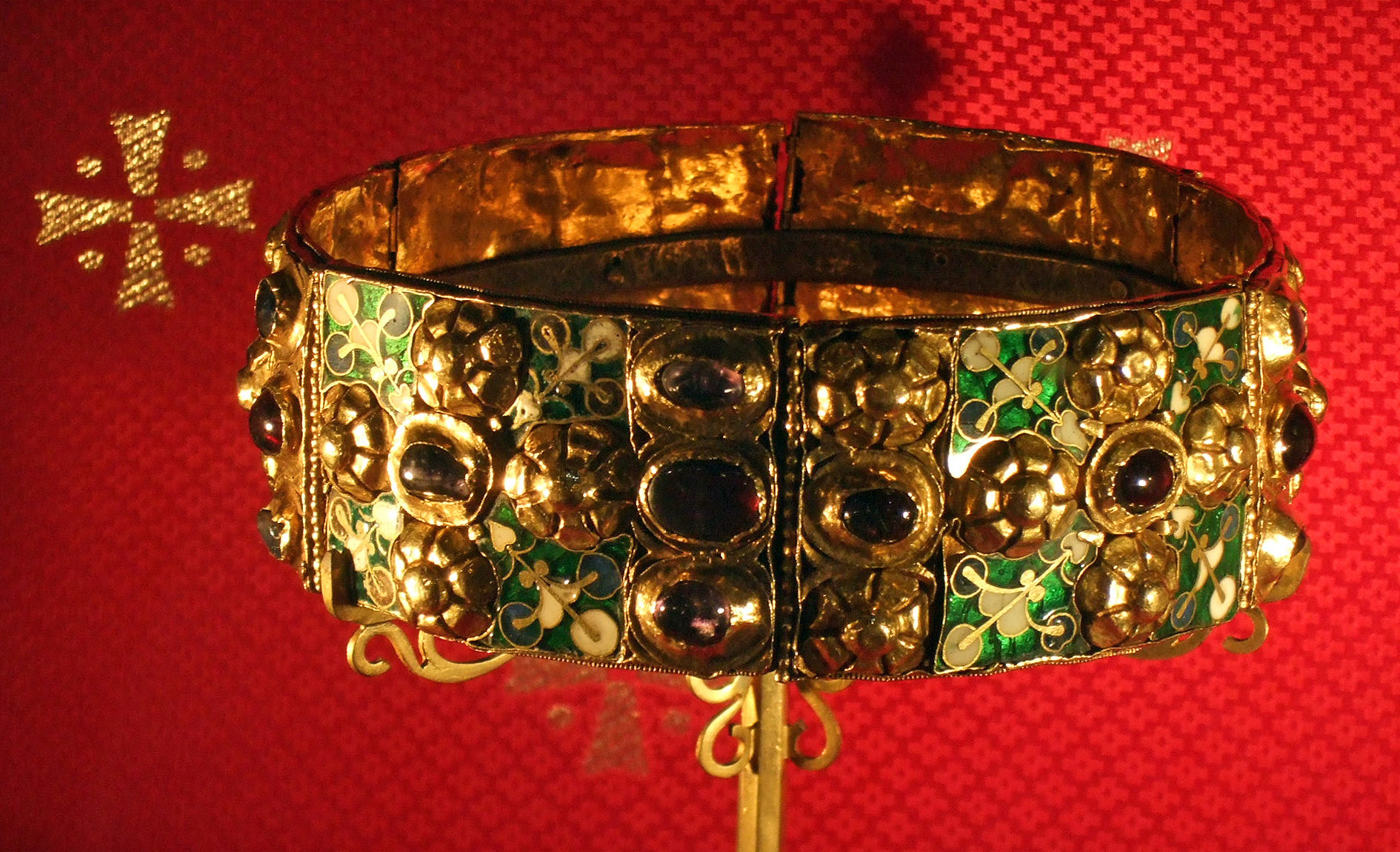
1805: Coroana de fier a regilor longobarzi cu care Napoleon Bonaparte a fost încoronat rege al Italiei.

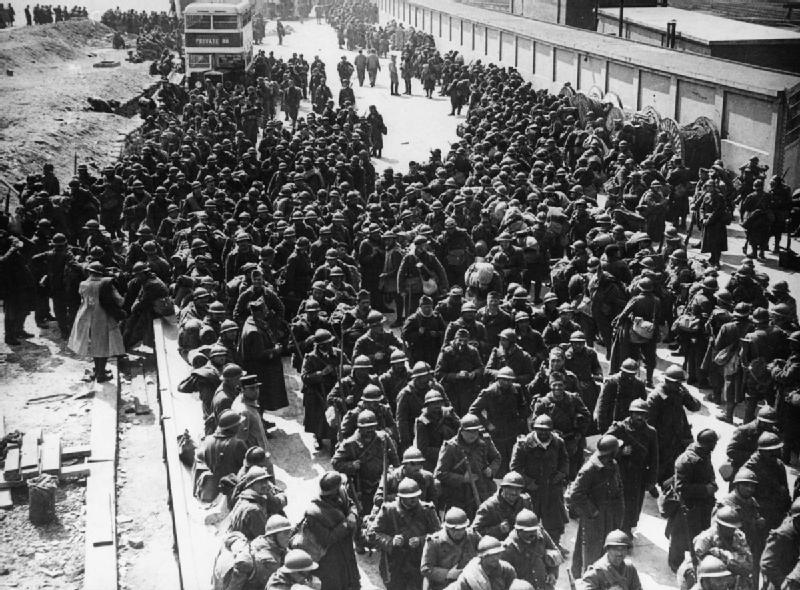
1940: Bătălia de la Dunkerque, numele sub care este cunoscută evacuarea forțelor Aliaților care fuseseră separate de principalele trupe ale defensivei franceze de înaintarea rapidă a trupelor germane.

- 0451: Are loc Bătălia de la Avarayr între rebeli armeni creștini conduși de Vardan Mamikonian și Imperiul Sasanid. Imperiul învinge militarii armeni, dar le garantează libertatea de a practica în mod deschis creștinismul.[1]
- 0946: Regele Edmund I al Angliei este ucis de un hoț în timp ce participa la massa Sfântului Augustin.
- 1293: Un cutremur lovește Kamakura, Kanagawa, Japonia, omorând în jur de 23.000 de oameni.[2]
- 1488: Construirea bisericii „Sf. Gheorghe" de la Voroneț, ctitoria lui Ștefan cel Mare.
- 1538: Geneva îl alungă din oraș pe Jean Calvin și pe adepții săi. Calvin trăiește în exil la Strasbourg în următorii trei ani.[3]
- 1679: A început construirea ansamblului arhitectural Mănăstirea Cotroceni, ctitorie a lui Șerban Cantacuzino, domn al Munteniei (1678–1688 ); biserica mânăstirii a fost demolată în 1984, reconstrucția ei începând în 2003.
- 1805: La doar șase luni după ce s-a autoîncoronat împărat, Napoleon Bonaparte este încoronat rege al Italiei cu Coroana de fier a regilor longobarzi în Domul din Milano.
- 1896: Nicolae al II-lea devine ultimul țar al Rusiei imperiale.
- 1896: A fost publicat pentru prima oară indicele bursier Dow Jones Industrial Average.
- 1918: Republica Democratică Georgia și-a declarat independența.
- 1920: Constantin Brâncuși a participat, la Paris, la „Festivalul Dada", împreună cu André Gide, Paul Valéry, F. Léger etc., fiind unul dintre semnatarii manifestului intitulat „Contre Cubisme, contre Dadaisme"
- 1940: Al Doilea Război Mondial: Începe Bătălia de la Dunkirk, numele sub care este cunoscută evacuarea forțelor Aliaților care fuseseră separate de principalele trupe ale defensivei franceze de înaintarea rapidă a trupelor germane.
- 1941: Al Doilea Război Mondial: Distrugătorul polonez Piorun schimbă focuri cu cuirasatul german Bismarck și își semnalizează poziția către flota britanică, care va reuși să distrugă cu succes mândria flotei germane.
- 1966: Guyana Britanică își câștigă independența și devine Guyana.
- 1967: The Beatles lansează albumul Sgt. Pepper's Lonely Hearts Club Band.[4]
- 1969: Programul Apollo: Apollo 10 se întoarce pe Pământ, după un test de succes de opt zile a tuturor componentele necesare pentru viitoarea primă aselenizare cu echipaj uman.
- 1977: Excentricul american, George Willig, a escaladat una dintre clădirile World Trade Center din New York, în trei ore și jumătate, fiind „premiat" de poliție cu o amendă de un dolar și 10 cenți.
- 1984: Nicolae Ceaușescu inaugurează Canalul Dunăre-Marea Neagră (Ramura principală+Ramura de Sud).
- 1986: Comunitatea Europeană adoptă steagul european.
- 2019: La alegerile europarlamentare din România clasamentul partidelor este următorul: PNL - 27,00%, PSD - 22,51%, Alianța USR-PLUS - 22,36%, PRO România - 6,44%, PMP - 5,76%, UDMR - 5,26%, ALDE - 4,11%; prezența la vot a fost de 49,02%. La Referendumul pe tema justiției, 80,9% au votat "Da" la prima întrebare și 81,1% au votat "Da" la a doua întrebare; prezența la vot a fost de 41,28%.[5]
- 2025: Președintele ales al României, Nicușor Dan, își depune jurământul și devine al 7-lea președinte al României.

## Nașteri
- 1478: Papa Clement al VII-lea (d. 1534)
- 1566: Mehmed al III-lea, sultan otoman (d. 1603)
- 1602: Philippe de Champaigne, pictor francez (d. 1674)
- 1650: John Churchill, Duce de Marlborough (d. 1722)
- 1667: Abraham de Moivre, matematician francez (d. 1754)
- 1822: Augusta de Reuss-Köstritz, Mare Ducesă de Mecklenburg-Schwerin (d. 1862)

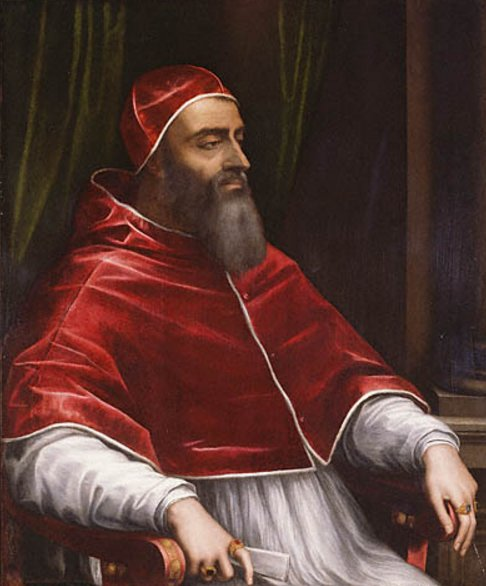
Papa Clement al VII-lea
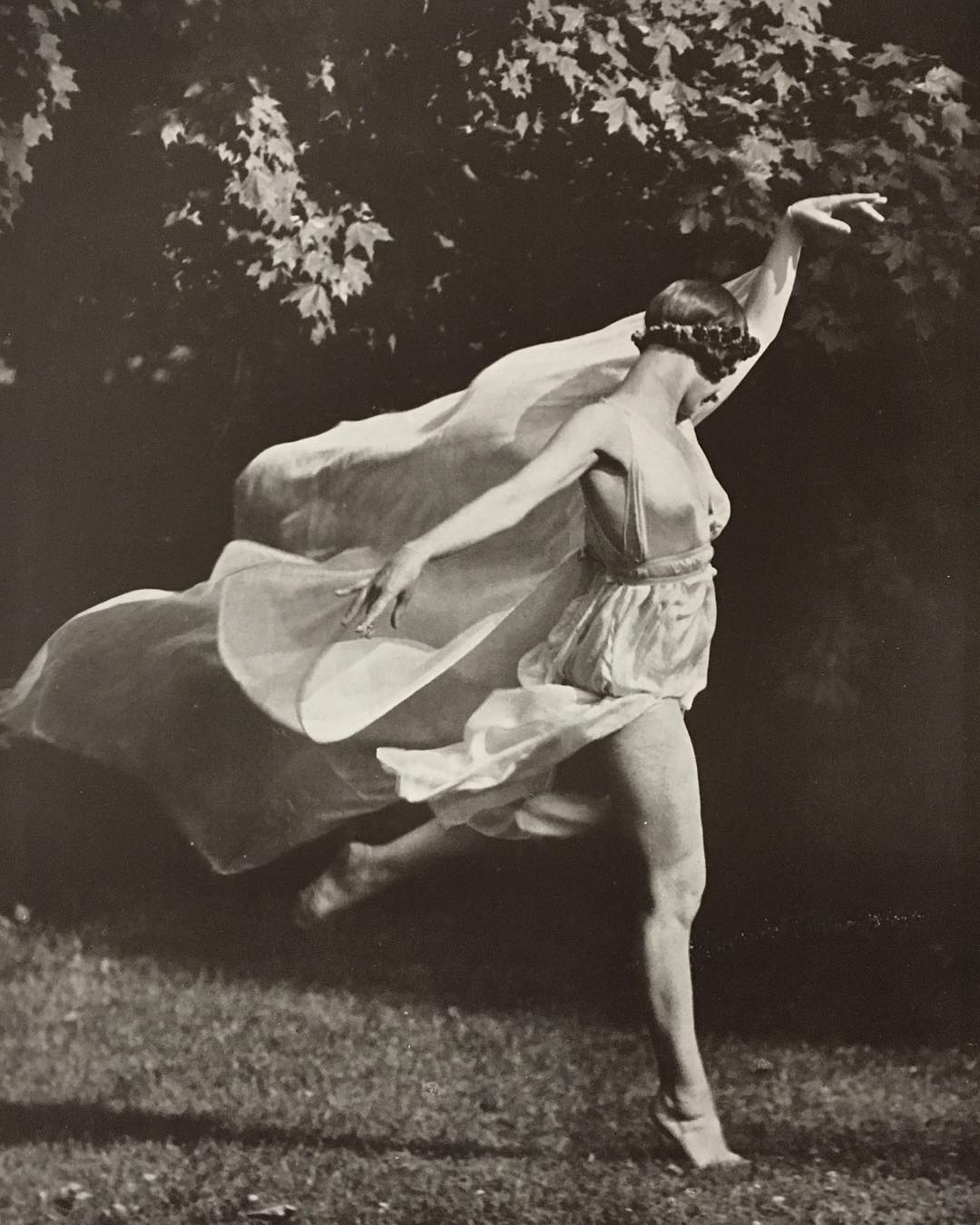
Isadora Duncan, dansatoare americană
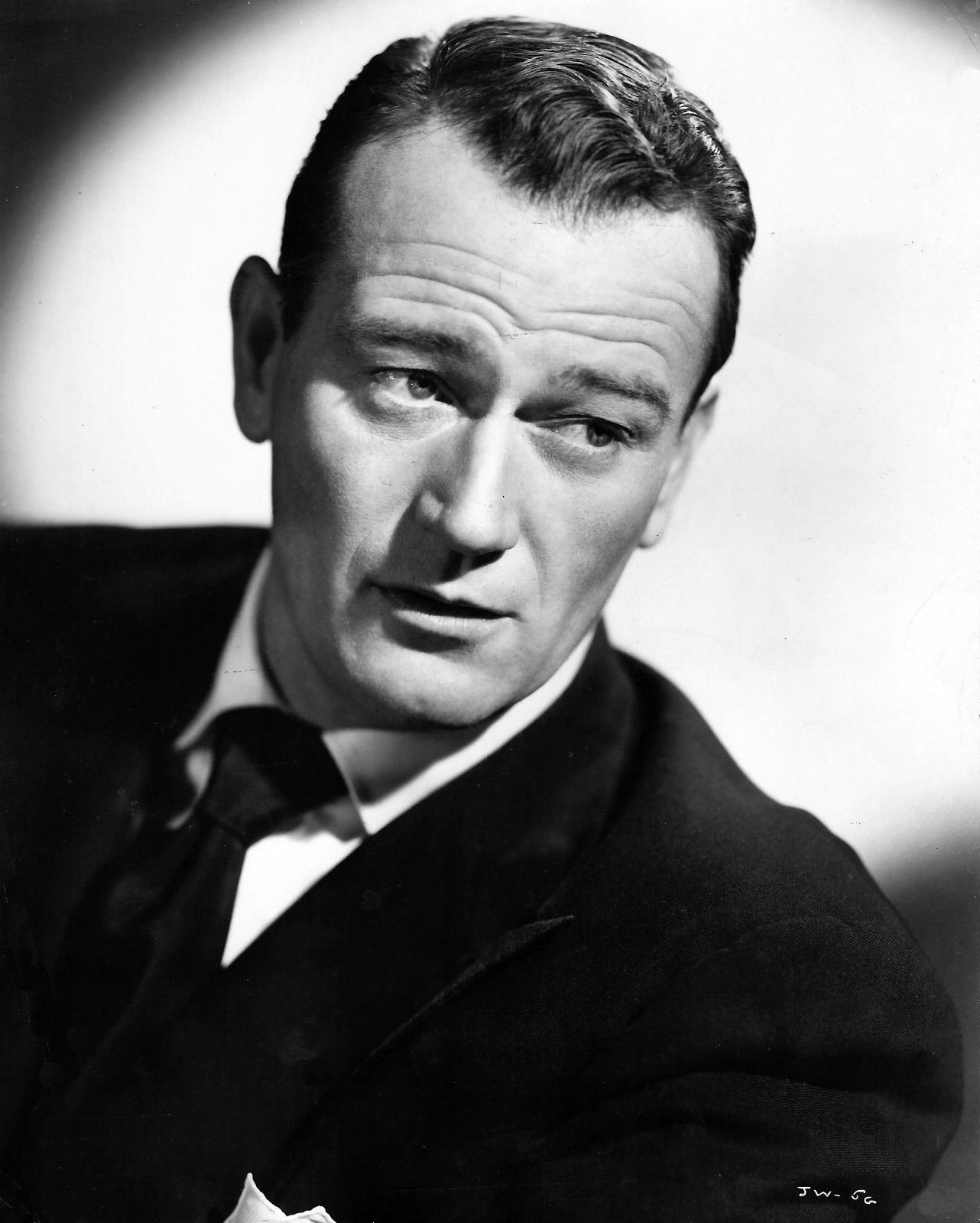
John Wayne, actor american

- 1850: Amélie Lundahl, pictoriță finlandeză (d. 1914)
- 1867: Mary de Teck, soția regelui George al V-lea al Regatului Unit (d. 1953)
- 1877: Isadora Duncan, dansatoare americană (d. 1927)
- 1896: Aurel Băeșu, pictor român (d. 1928)
- 1907: John Wayne, actor american  (d. 1979)
- 1909: Matt Busby, fotbalist și antrenor scoțian de fotbal (d. 1994)
- 1916: Vintilă Corbul, scriitor român (d. 2008)
- 1917: Mariana Șora, critic literar și eseistă română (d. 2011)
- 1926: Miles Davis, cântăreț american de jazz, compozitor și conducător de orchestră (d. 1991)

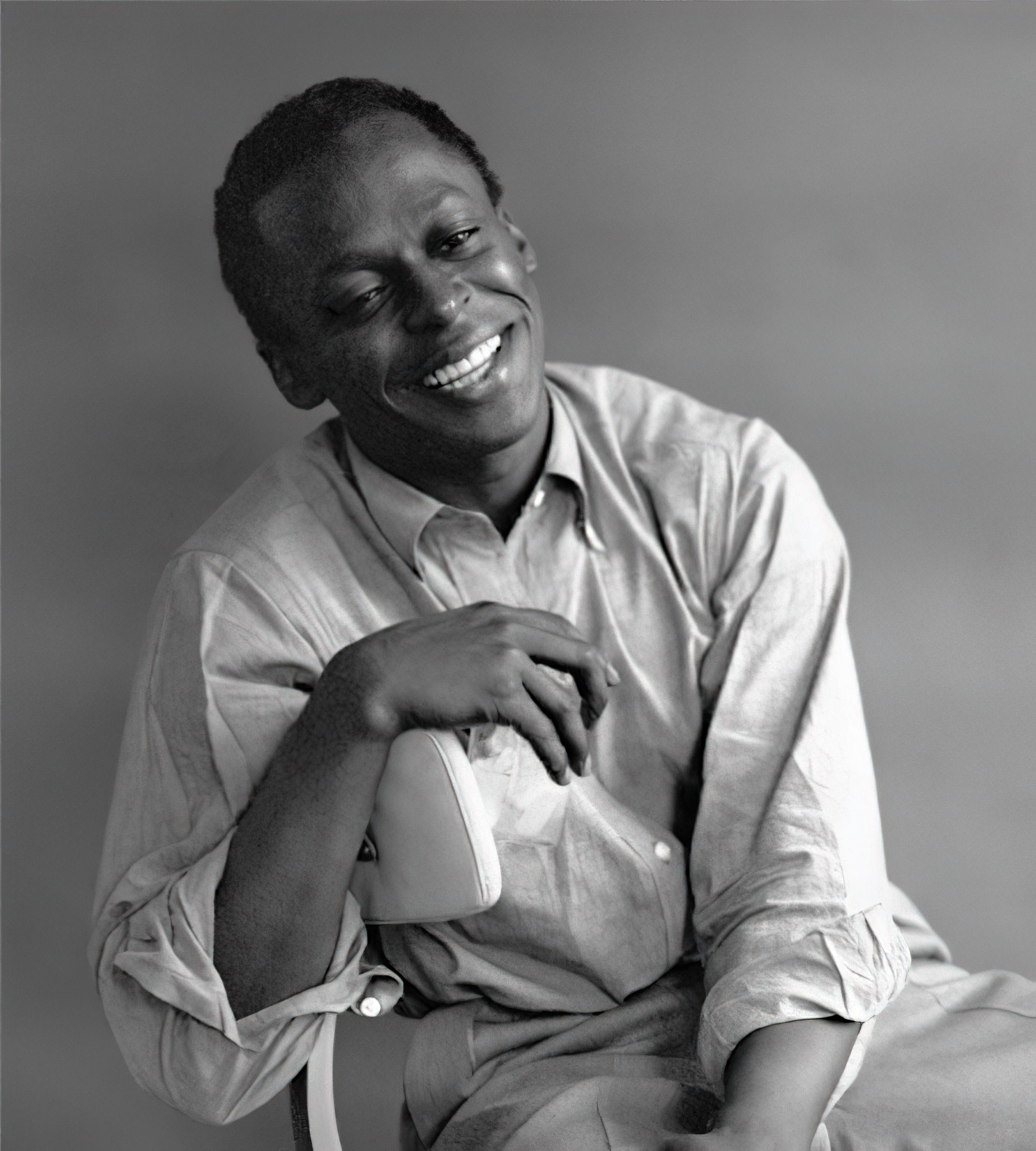
Miles Davis, cântăreț american de jazz
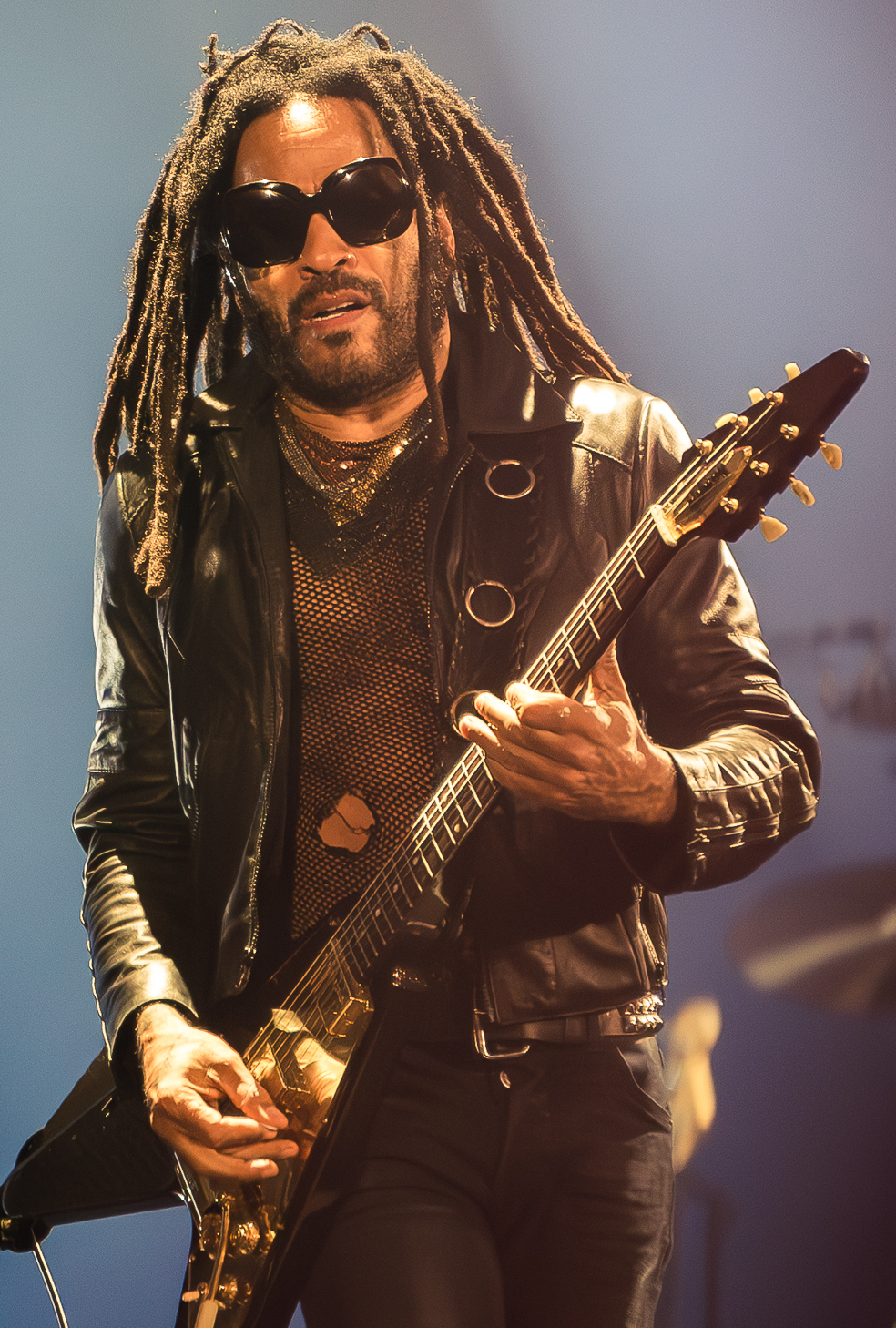
Lenny Kravitz, chitarist și cântăreț american
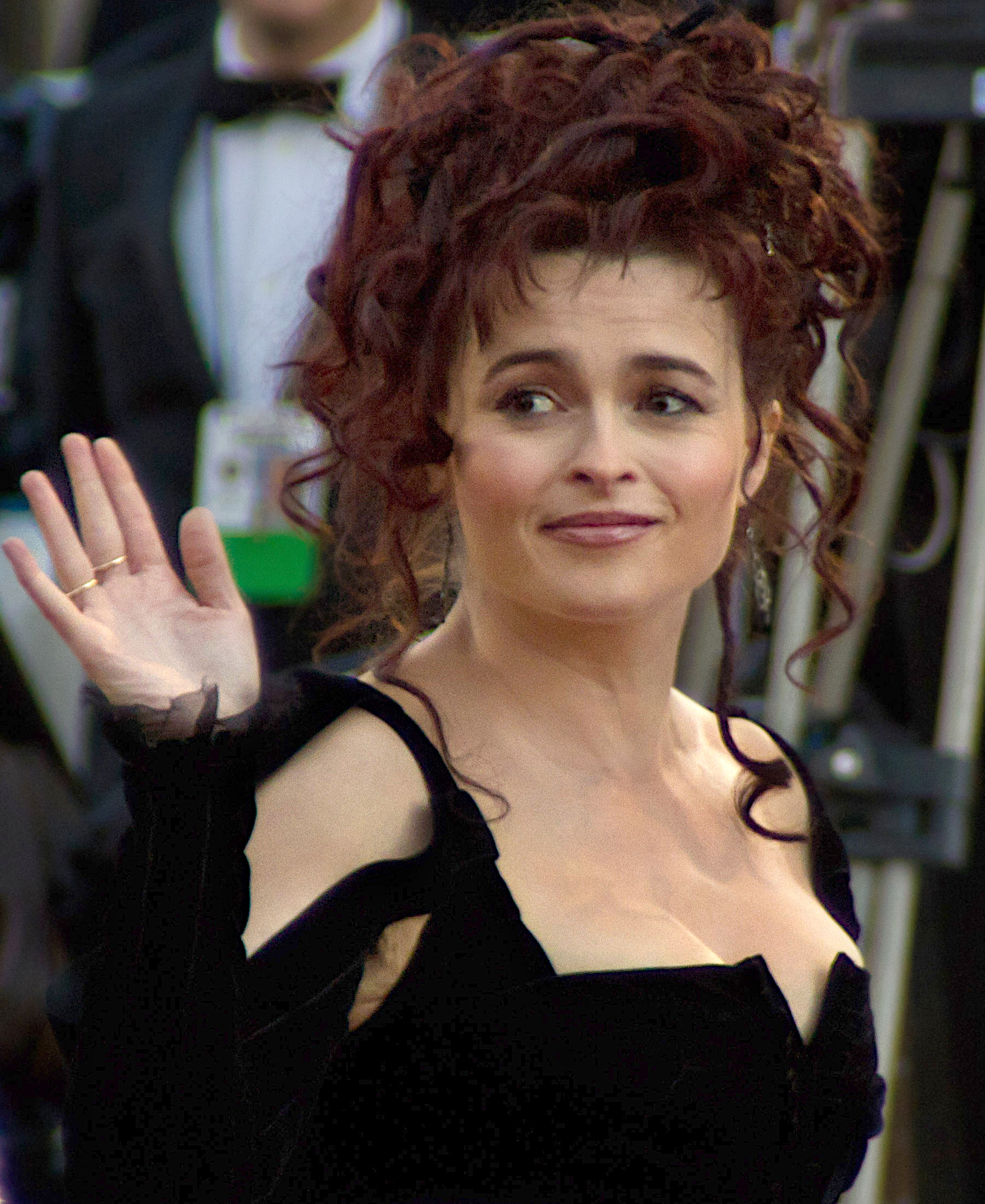
Helena Bonham Carter, actriță britanică

- 1939: Sergiu Celac, politician și fost ministru de externe român
- 1941: Oana Manolescu, politiciană română de etnie albaneză (d. 2019)
- 1942: Corneliu Ioan Dida, politician român (d. 2008)
- 1954: Liviu Angelescu, scrimer român
- 1962: Black, cântăreț și compozitor englez (d. 2016)
- 1964: Lenny Kravitz, chitarist și cântăreț american
- 1966: Helena Bonham Carter, actriță britanică
- 1968: Prințul Frederik, regele Danemarcei
- 1971: Matt Stone, scenarist, producător, artist vocal, muzician și actor american
- 1972: Brigitta Boccoli, actriță italiană
- 1975: Lauryn Hill, cantautoare, actriță, rapperiță și producătoare de înregistrări americană
- 1977: Annes, cântăreață de muzică pop/dance română
- 1987: Vescan, rapper român
- 1998: Vladimir Arzumanian, cântăreț armean

## Decese
- 0604: Augustin de Canterbury, primul episcop de Canterbury
- 0946: Edmund I al Angliei (n. 921)
- 1421: Mehmed I, sultan otoman (n. 1389)
- 1512: Baiazid al II-lea, sultan otoman (n. 1447)
- 1535: Francesco Berni, poet italian (n. 1498)
- 1644: Alfonso al III-lea d'Este, Duce de Modena (n. 1591)
- 1679: Ferdinand Maria, Elector de Bavaria (n. 1636)

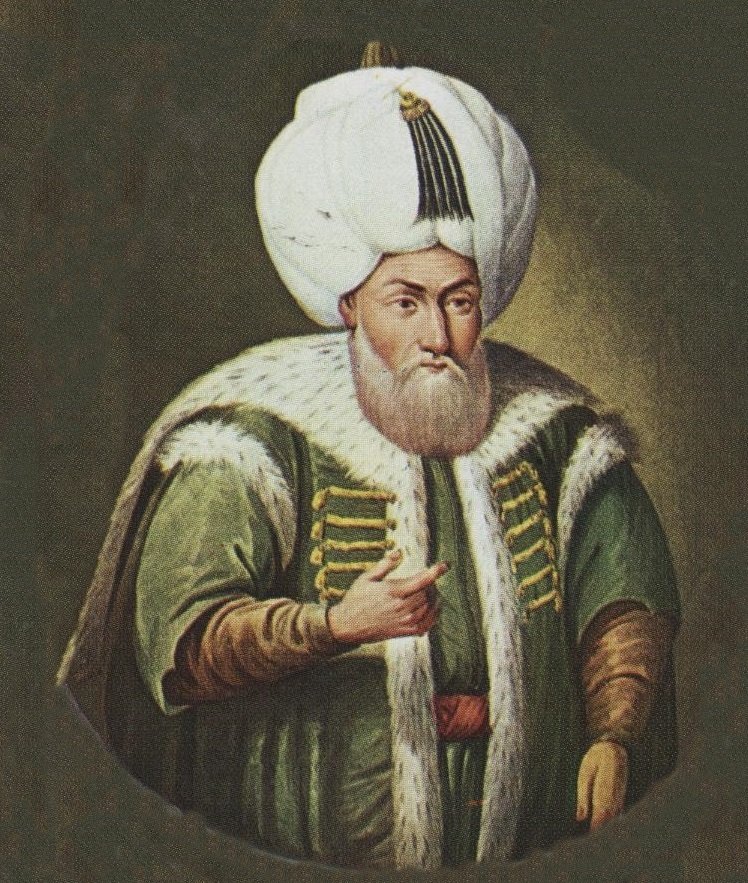
Baiazid al II-lea, sultan otoman
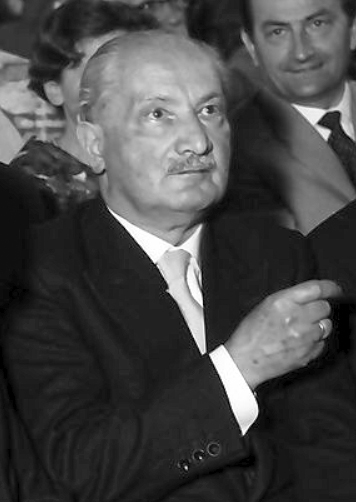
Martin Heidegger, filosof german
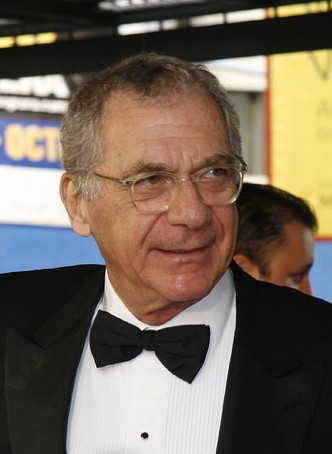
Sydney Pollack, regizor, actor american

- 1762: Alexander Gottlieb Baumgarten, filosof german (n. 1714)
- 1883: Abd el-Kader, învățat arab, lider al luptei algeriene de eliberare națională (n. 1808)
- 1922: Aurélia de Souza, pictoriță portugheză (n. 1866)
- 1976: Martin Heidegger, filosof german, reprezentant al existențialismului (n. 1889)
- 1995: Ștefan Bănică, actor român (n. 1933)
- 1996: Ovidiu Papadima, istoric și critic literar român (n. 1909)
- 1997: Cezar Baltag, poet român (n. 1939)
- 2000: Sō Yamamura, actor și regizor de film japonez (n. 1910)
- 2005: Liviu Tudan, basist și compozitor român, membru al formației Roșu și Negru (d. 1947)
- 2008: Sydney Pollack, regizor, producător, actor american (n. 1934)
- 2010: Jean Constantin, actor român de teatru și film (n. 1928)
- 2013: Jack Vance, autor american de literatură fantastică și științifico-fantastică (n. 1916)
- 2018: Alan Bean, astronaut american (n. 1932)
- 2022: Andrew Fletcher, muzician britanic (Depeche Mode) (n. 1961)
- 2022: Ray Liotta, actor american (n. 1954)
- 2022: Luigi Ciriaco De Mita, politician italian, prim-ministrul Italiei în perioada 1988-1989 (n. 1928)
- 2022: Alan White, baterist englez (Yes) (n. 1949)

## Sărbători
- Georgia - Ziua națională

- Calendarul creștin ortodox: Sf. Ap. Carp și Alfeu, din cei 70; Sf. Mc. Averchie și Elena
- Calendarul greco-catolic: Sf. Ap. Carp și Alfeu, din cei 70; Sf. Filip Neri
- Calendarul romano-catolic: Sf. Filip Neri